# Pallavolo ai Giochi della XXX Olimpiade - Convocazioni al torneo femminile
Elenco delle giocatrici convocate per i Giochi della XXX Olimpiade.

## Algeria
| N° | Nome             | Ruolo | Data di nascita   | Squadra       |
| -- | ---------------- | ----- | ----------------- | ------------- |
| -  | George Strumilo  | All   | -                 | -             |
| 1  | Sehryne Hennaoui | P     | 10 gennaio 1988   | Hainaut       |
| 2  | Dallal Achour    | C     | 3 novembre 1994   | ESF Mouzaia   |
| 3  | Salima Hamouche  | L     | 17 gennaio 1984   | GS Pétroliers |
| 5  | Amel Khamtache   | S     | 4 maggio 1981     | GS Pétroliers |
| 8  | Zohra Bensalem   | S     | 5 aprile 1990     | GS Pétroliers |
| 9  | Sarra Belhocine  | P     | 18 settembre 1994 | GS Pétroliers |
| 11 | Mouni Abderrahim | S     | 19 novembre 1985  | ASW Béjaïa    |
| 12 | Safia Boukhima   | S     | 10 gennaio 1991   | GS Pétroliers |
| 13 | Nawal Mansouri   | L     | 1º agosto 1985    | GS Pétroliers |
| 17 | Lydia Oulmou     | C     | 2 febbraio 1986   | Istres        |
| 18 | Tassadit Aissou  | C     | 19 giugno 1989    | Nedjmet Chlef |
| 19 | Celia Bourihane  | S     | 22 gennaio 1995   | NC Béjaïa     |

## Brasile
| N° | Nome                   | Ruolo | Data di nascita  | Squadra        |
| -- | ---------------------- | ----- | ---------------- | -------------- |
| -  | José Roberto Guimarães | All   | 31 agosto 1954   | Fenerbahçe     |
| 1  | Fabiana Claudino       | C     | 24 gennaio 1985  | Fenerbahçe     |
| 3  | Danielle Lins          | P     | 5 gennaio 1985   | Sesi           |
| 4  | Paula Pequeno          | S     | 22 gennaio 1982  | GRER           |
| 5  | Adenízia da Silva      | C     | 18 dicembre 1986 | Osasco         |
| 6  | Thaísa de Menezes      | C     | 15 maggio 1987   | Osasco         |
| 8  | Jaqueline de Carvalho  | S     | 21 dicembre 1983 | Osasco         |
| 9  | Fernanda Ferreira      | P     | 10 gennaio 1980  | İqtisadçı      |
| 11 | Tandara Caixeta        | S/O   | 30 ottobre 1988  | Osasco         |
| 12 | Natália Pereira        | S/O   | 4 aprile 1989    | Rio de Janeiro |
| 13 | Sheilla de Castro      | S/O   | 1º luglio 1983   | Rio de Janeiro |
| 14 | Fabiana de Oliveira    | L     | 7 marzo 1980     | Rio de Janeiro |
| 16 | Fernanda Garay         | S     | 10 maggio 1986   | GRER           |

## Cina
| N° | Nome         | Ruolo | Data di nascita   | Squadra  |
| -- | ------------ | ----- | ----------------- | -------- |
| -  | Yu Juemin    | All   | -                 | -        |
| 1  | Wang Yimei   | S/O   | 11 gennaio 1988   | Liaoning |
| 2  | Mi Yang      | P     | 24 gennaio 1989   | Tianjin  |
| 4  | Hui Ruoqi    | S     | 4 marzo 1991      | Jiangsu  |
| 6  | Chu Jinling  | S     | 29 luglio 1984    | Liaoning |
| 7  | Zhang Xian   | L     | 16 marzo 1985     | Liaoning |
| 8  | Wei Qiuyue   | P     | 26 settembre 1988 | Tianjin  |
| 9  | Yang Junjing | C     | 11 maggio 1989    | Bayi     |
| 10 | Shan Danna   | L     | 8 ottobre 1991    | Zhejiang |
| 11 | Xu Yunli     | C     | 2 agosto 1987     | Fujian   |
| 12 | Zeng Chunlei | S/O   | 3 novembre 1989   | Beijing  |
| 15 | Ma Yunwen    | C     | 19 ottobre 1988   | Shanghai |
| 17 | Zhang Lei    | S/O   | 11 gennaio 1985   | Shanghai |

## Corea del Sud
| N° | Nome           | Ruolo | Data di nascita  | Squadra           |
| -- | -------------- | ----- | ---------------- | ----------------- |
| -  | Kim Hyung-sil  | All   | -                | -                 |
| 3  | Ha Joon-eem    | C     | 26 dicembre 1989 | Korea Expressway  |
| 4  | Kim Sa-nee     | P     | 21 giugno 1981   | Pink Spiders      |
| 5  | Kim Hae-ran    | L     | 16 marzo 1984    | Korea Expressway  |
| 7  | Lim Hyo-sook   | S     | 26 aprile 1982   | Korea Expressway  |
| 10 | Kim Yeon-koung | S/O   | 26 febbraio 1988 | Fenerbahçe        |
| 11 | Han Yoo-mi     | S     | 5 febbraio 1982  | KGC Ginseng       |
| 12 | Han Song-yi    | S/O   | 5 settembre 1984 | GS Caltex Seoul   |
| 13 | Jung Dae-young | C     | 21 agosto 1981   | GS Caltex Seoul   |
| 14 | Hwang Youn-joo | S     | 13 agosto 1986   | Hyundai Hillstate |
| 17 | Yang Hyo-jin   | C     | 14 dicembre 1989 | Hyundai Hillstate |
| 19 | Kim Hee-jin    | C     | 29 aprile 1991   | IBK Altos         |
| 20 | Lee Sook-ja    | P     | 17 giugno 1980   | GS Caltex Seoul   |

## Giappone
| N° | Nome             | Ruolo | Data di nascita   | Squadra           |
| -- | ---------------- | ----- | ----------------- | ----------------- |
| -  | Masayoshi Manabe | All   | 21 agosto 1963    | -                 |
| 2  | Hitomi Nakamichi | P     | 18 settembre 1985 | Toray Arrows      |
| 3  | Yoshie Takeshita | P     | 18 marzo 1978     | JT Marvelous      |
| 4  | Mai Yamaguchi    | C     | 3 luglio 1983     | Okayama Seagulls  |
| 5  | Erika Araki      | C     | 3 agosto 1984     | Toray Arrows      |
| 7  | Kaori Inoue      | C     | 21 ottobre 1982   | Denso Airybees    |
| 8  | Maiko Kanō       | S     | 15 luglio 1988    | Beşiktaş          |
| 10 | Yūko Sano        | L     | 26 luglio 1979    | İqtisadçı         |
| 11 | Ai Ōtomo         | C     | 24 marzo 1982     | JT Marvelous      |
| 12 | Risa Shinnabe    | S     | 11 luglio 1990    | Hisamitsu Springs |
| 14 | Saori Sakoda     | S     | 18 dicembre 1987  | Toray Arrows      |
| 16 | Yukiko Ebata     | S     | 7 novembre 1989   | Hitachi Rivale    |
| 18 | Saori Kimura     | S     | 19 agosto 1986    | Toray Arrows      |

## Italia
| N° | Nome                 | Ruolo | Data di nascita   | Squadra           |
| -- | -------------------- | ----- | ----------------- | ----------------- |
| -  | Massimo Barbolini    | All   | 29 agosto 1964    | -                 |
| 3  | Paola Croce          | L     | 6 marzo 1978      | Universal Modena  |
| 5  | Giulia Rondon        | P     | 16 giugno 1987    | Crema             |
| 6  | Monica De Gennaro    | L     | 8 gennaio 1987    | Robursport Pesaro |
| 8  | Jenny Barazza        | C     | 24 luglio 1981    | Universal Modena  |
| 9  | Caterina Bosetti     | S     | 2 febbraio 1994   | Villa Cortese     |
| 12 | Francesca Piccinini  | S     | 12 gennaio 1979   | Bergamo           |
| 13 | Valentina Arrighetti | C     | 26 gennaio 1985   | Bergamo           |
| 14 | Eleonora Lo Bianco   | P     | 22 dicembre 1979  | Galatasaray       |
| 15 | Antonella Del Core   | S     | 5 novembre 1980   | Fakel             |
| 16 | Lucia Bosetti        | S     | 9 luglio 1989     | Villa Cortese     |
| 17 | Simona Gioli         | C     | 17 settembre 1977 | Fakel             |
| 18 | Carolina Costagrande | S     | 15 ottobre 1980   | Guangdong Hengda  |

## Regno Unito
| N° | Nome             | Ruolo | Data di nascita  | Squadra           |
| -- | ---------------- | ----- | ---------------- | ----------------- |
| -  | Audrey Cooper    | All   | -                | -                 |
| 1  | Savanah Leaf     | S     | 24 novembre 1993 | Miami (Florida)   |
| 2  | Lucy Wicks       | P     | 20 marzo 1982    | Alemannia         |
| 4  | Rachel Laybourne | S     | 19 maggio 1982   | MOSiR Mysłowice   |
| 6  | Jennifer Taylor  | S     | 16 agosto 1980   | DOK Dwingeloo     |
| 7  | Maria Bertelli   | L     | 6 ottobre 1977   | Köniz             |
| 8  | Rachel Bragg     | S     | 11 dicembre 1984 | Fischbek          |
| 9  | Joanne Morgan    | P     | 7 ottobre 1983   | DOK Dwingeloo     |
| 10 | Lynne Beattie    | S     | 23 dicembre 1985 | JAV Olímpico      |
| 12 | Elizabeth Reid   | C     | 21 marzo 1989    | Georgia           |
| 17 | Janine Sandell   | S     | 7 dicembre 1985  | Albacete          |
| 18 | Grace Carter     | C     | 10 agosto 1989   | Terville Florange |
| 19 | Ciara Michel     | C     | 7 febbraio 1985  | Alemannia         |

## Rep. Dominicana
| N° | Nome                | Ruolo | Data di nascita   | Squadra            |
| -- | ------------------- | ----- | ----------------- | ------------------ |
| -  | Marcos Kwiek        | All   | -                 | -                  |
| 1  | Annerys Vargas      | C     | 7 agosto 1981     | Criollas de Caguas |
| 3  | Lisvel Eve          | C     | 10 settembre 1991 | Criollas de Caguas |
| 5  | Brenda Castillo     | L     | 5 giugno 1992     | Criollas de Caguas |
| 7  | Niverka Marte       | P     | 19 ottobre 1990   | Mirador            |
| 8  | Cándida Arias       | C     | 11 marzo 1992     | San Martín         |
| 9  | Sidarka Nuñez       | S/O   | 26 giugno 1984    | Club Malanga       |
| 10 | Milagros Cabral     | S     | 17 ottobre 1978   | Pinkin de Corozal  |
| 12 | Karla Echenique     | P     | 16 maggio 1986    | Budowlani Łódź     |
| 13 | Cindy Rondón        | C     | 12 novembre 1987  | Mirador            |
| 14 | Prisilla Rivera     | S/O   | 29 dicembre 1984  | İqtisadçı          |
| 17 | Gina Mambrú         | S/O   | 21 gennaio 1986   | Distrito Nacional  |
| 18 | Bethania de la Cruz | S     | 13 maggio 1987    | Denso Airybees     |

## Russia
| N° | Nome                 | Ruolo | Data di nascita  | Squadra          |
| -- | -------------------- | ----- | ---------------- | ---------------- |
| -  | Sergej Ovčinnikov    | All   | -                | -                |
| 1  | Marija Borodakova    | C     | 8 marzo 1986     | Dinamo-Kazan     |
| 3  | Marija Duskrjadčenko | C     | 9 marzo 1984     | Dinamo Mosca     |
| 4  | Evgenija Artamonova  | S     | 17 giugno 1975   | Uraločka         |
| 5  | Ljubov' Sokolova     | S     | 4 dicembre 1977  | Fenerbahçe       |
| 6  | Anna Levčenko        | P     | 12 luglio 1981   | Dinamo Mosca     |
| 7  | Svetlana Krjučkova   | L     | 21 febbraio 1985 | Dinamo Mosca     |
| 8  | Natalja Gončarova    | S     | 1º giugno 1989   | Dinamo Mosca     |
| 11 | Ekaterina Gamova     | S/O   | 17 ottobre 1980  | Dinamo-Kazan     |
| 13 | Evgenija Starceva    | P     | 12 febbraio 1989 | Dinamo Krasnodar |
| 14 | Ekaterina Kabešova   | L     | 5 agosto 1986    | Dinamo-Kazan     |
| 15 | Tatjana Košeleva     | S     | 23 dicembre 1988 | Dinamo Krasnodar |
| 16 | Julija Merkulova     | C     | 17 febbraio 1984 | Dinamo Mosca     |

## Serbia
| N° | Nome                | Ruolo | Data di nascita  | Squadra             |
| -- | ------------------- | ----- | ---------------- | ------------------- |
| -  | Zoran Terzić        | All   | 9 luglio 1966    | Dinamo Bucarest     |
| 2  | Jovana Brakočević   | S/O   | 5 marzo 1988     | JT Marvelous        |
| 3  | Ivana Ðerisilo      | S/O   | 8 agosto 1983    | Robur Tiboni Urbino |
| 4  | Bojana Živković     | P     | 29 marzo 1988    | Volero Zurigo       |
| 5  | Nataša Krsmanović   | C     | 19 giugno 1985   | Rabitə Baku         |
| 7  | Brankica Mihajlović | S     | 13 aprile 1991   | Hyundai Hillstate   |
| 9  | Jovana Vesović      | S     | 21 giugno 1987   | Tomis Constanța     |
| 10 | Maja Ognjenović     | P     | 6 agosto 1984    | Universal Modena    |
| 11 | Stefana Veljković   | C     | 9 gennaio 1990   | Asystel             |
| 16 | Milena Rašić        | C     | 23 ottobre 1990  | RC Cannes           |
| 18 | Suzana Ćebić        | L     | 9 novembre 1984  | Suhl                |
| 19 | Sanja Starović      | S/O   | 25 marzo 1983    | Rabitə Baku         |
| 20 | Jelena Blagojević   | S     | 1º dicembre 1988 | Robur Tiboni Urbino |

## Stati Uniti
| N° | Nome              | Ruolo | Data di nascita  | Squadra             |
| -- | ----------------- | ----- | ---------------- | ------------------- |
| -  | Hugh McCutcheon   | All   | 18 ottobre 1969  | -                   |
| 2  | Danielle Scott    | C     | 1º ottobre 1972  | São Bernardo        |
| 3  | Tayyiba Haneef    | S/O   | 23 marzo 1979    | İqtisadçı           |
| 4  | Lindsey Berg      | P     | 16 luglio 1980   | Villa Cortese       |
| 5  | Tamari Miyashiro  | L     | 8 luglio 1987    | BKS                 |
| 6  | Nicole Davis      | L     | 24 aprile 1982   | River               |
| 10 | Jordan Larson     | S     | 16 ottobre 1986  | Dinamo-Kazan        |
| 11 | Megan Hodge       | S     | 15 ottobre 1988  | Atom Trefl Sopot    |
| 13 | Christa Harmotto  | C     | 12 ottobre 1986  | Universal Modena    |
| 15 | Logan Tom         | S     | 25 maggio 1981   | Fenerbahçe          |
| 16 | Foluke Akinradewo | C     | 5 ottobre 1987   | Dinamo Krasnodar    |
| 17 | Courtney Thompson | P     | 4 novembre 1984  | Lancheras de Cataño |
| 19 | Destinee Hooker   | S/O   | 7 settembre 1987 | Osasco              |

## Turchia
| N° | Nome                | Ruolo | Data di nascita  | Squadra          |
| -- | ------------------- | ----- | ---------------- | ---------------- |
| -  | Marco Aurelio Motta | All   | -                | -                |
| 2  | Gülden Kayalar      | L     | 5 dicembre 1990  | Eczacıbaşı       |
| 3  | Gizem Güreşen       | L     | 14 gennaio 1987  | VakıfBank        |
| 6  | Polen Uslupehlivan  | S/O   | 27 agosto 1990   | Nilüfer          |
| 8  | Bahar Toksoy        | C     | 6 febbraio 1988  | VakıfBank        |
| 9  | Özge Kırdar         | P     | 26 giugno 1985   | VakıfBank        |
| 10 | Gözde Kırdar        | S     | 26 giugno 1985   | VakıfBank        |
| 11 | Naz Aydemir         | P     | 14 agosto 1990   | Fenerbahçe       |
| 12 | Esra Gümüş          | S     | 2 ottobre 1982   | Eczacıbaşı       |
| 13 | Neriman Özsoy       | S     | 13 luglio 1988   | Dinamo Krasnodar |
| 14 | Eda Erdem           | C     | 22 febbraio 1987 | Fenerbahçe       |
| 17 | Neslihan Demir      | S/O   | 9 dicembre 1983  | Eczacıbaşı       |
| 20 | Büşra Cansu         | C     | 16 luglio 1990   | Eczacıbaşı       |